# John Thorpe
John Thorpe (1563-1655) est un architecte anglais.

## Biographie
John Thorpe est le fils d'un maître d'œuvre. Il est secrétaire des Royal Works de 1584 à 1601 et arpenteur royal. Il est l'auteur d'un livre d'esquisses des châteaux bâtis sous Élisabeth Ire et Jacques Ier. Ce livre est une source majeure de l'architecture de l'époque.

## Œuvre

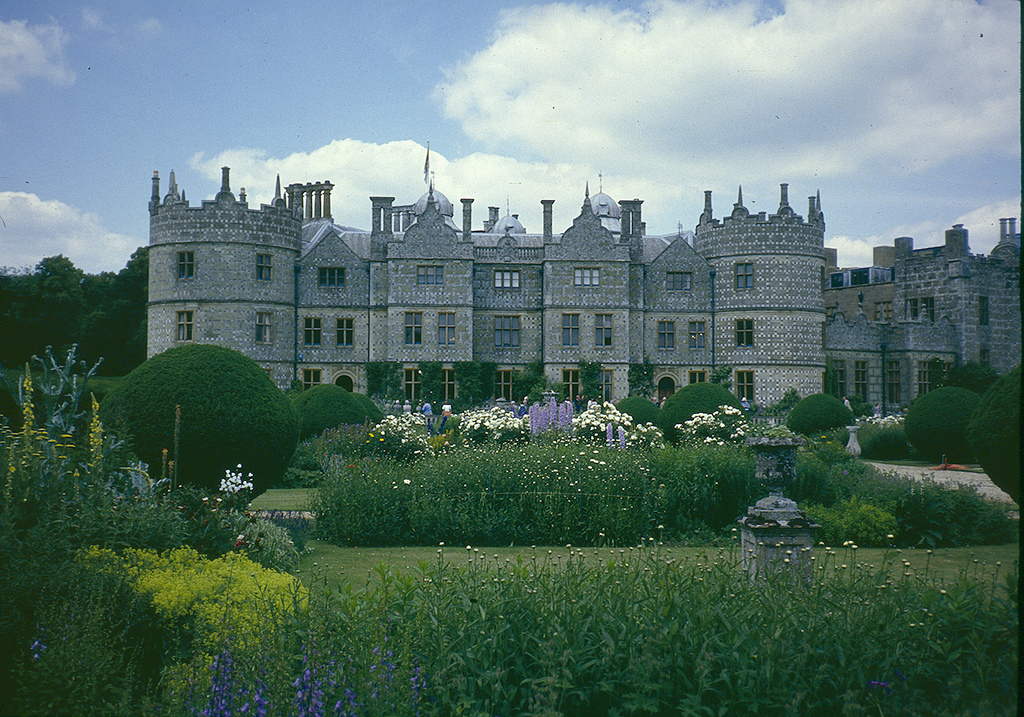
Vue du château de Longford

- Aston Hall, Aston (en), Birmingham
- Kirby Hall, Northamptonshire
- Charlton House, Londres
- Longford Castle, Wiltshire
- Holland House, Kensington
- Rushton Hall, Northamptonshire
- Audley End, Sussex